# Sweetest Thing
«Sweetest Thing» (en español: «La cosa más dulce») es una canción de U2, publicada originalmente como lado B de la canción Where The Streets Have No Name en 1987  y posteriormente como sencillo en el disco recopilatorio The Best of 1980-1990 en 1998. La canción encabezó las listas de éxitos, tanto en Austria como en Irlanda y fue número 3 en el Reino Unido.

## Historia
La canción fue escrita por Bono para pedir disculpas a su esposa, Alison Hewson, por haberse olvidado de su cumpleaños durante las sesiones del álbum The Joshua Tree . A petición de Alison, la canción fue utilizada para recaudar fondos para la organización humanitaria que se encarga de los niños de Chernóbil.
Para promocionar el lanzamiento del sencillo en 1998, la discográfica del grupo, Island Records, distribuyó unas barras de chocolate "Sweetest Thing", envasadas para parecerse a un CD. Estos productos se volvieron muy codiciados entre los coleccionistas a principios de los años 2000.

## Video
El video fue producido y dirigido por Kevin Godley para su reedición de 1998. La frase "I'm Sorry" (Lo siento) (y algunas de sus variaciones) puede ser vista en varias ocasiones durante el vídeo. Aparecen en el vídeo Riverdance, Boyzone, Steve Collins, la banda de Artane Boys, y la Chippendales. También aparecen The Edge, Adam Clayton, Larry Mullen, Norman Hewson (el hermano de Bono), Dick Evans (el hermano de The Edge) y Ali Hewson.

## Lista de canciones
Versión 1 
1. «Sweetest Thing» (The Single Mix) - 3:00
2. «Twilight» (En vivo a partir de Red Rocks, 5 de junio de 1983) - 4:29
3. «An Cat Dubh» / «Into the Heart» (En vivo desde Red Rocks, 5 de junio de 1983) - 7:14

Versión 2 
1. «Sweetest Thing» (The Single Mix) - 3:00
2. «Stories for Boys» (En vivo desde Boston, 6 de marzo de 1981) - 3:02
3. «Out of Control» (En vivo desde Boston, 6 de marzo de 1981) - 4:25

Versión 3 
1. «Sweetest Thing» (The Single Mix) - 3:00
2. «With or Without You» (Álbum Versión) - 4:56

## Posicionamiento en listas
| Listas (1998)                                     | Máxima posición |
| ------------------------------------------------- | --------------- |
| Alemania (Offizielle Deutsche Charts)             | 21              |
| Australia (ARIA)                                  | 6               |
| Austria (Ö3 Austria Top 40)                       | 7               |
| Bélgica (Flandes) (Ultratop 50)                   | 23              |
| Bélgica (Valonia) (Ultratop 50)                   | 33              |
| Canadá (RPM Top Singles)                          | 1               |
| Canadá (Canadian Singles Chart)                   | 1               |
| Estados Unidos (Billboard Hot 100)                | 63              |
| Estados Unidos (Billboard Hot Modern Rock Tracks) | 9               |
| Estados Unidos (Billboard Adult Top 40 Tracks)    | 12              |
| Finlandia (OFC)                                   | 6               |
| Francia (SNEP)                                    | 18              |
| Irlanda (IRMA)                                    | 1               |
| Italia (FIMI)                                     | 2               |
| Nueva Zelanda (Recorded Music NZ)                 | 3               |
| Noruega (VG-lista)                                | 4               |
| Países Bajos (Dutch Top 40)                       | 9               |
| España (AFYVE)                                    | 2               |
| Reino Unido (UK Singles Chart)                    | 3               |
| Suecia (Sverigetopplistan)                        | 6               |
| Suiza (Schweizer Hitparade)                       | 28              |
| Listas (1999)                                     | Máxima posición |
| Canadá (RPM Top Singles)                          | 65              |